# Weiding (powiat Cham)
Weiding – miejscowość i gmina w Niemczech, w kraju związkowym Bawaria, w rejencji Górny Palatynat, w regionie Ratyzbona, w powiecie Cham, siedziba wspólnoty administracyjnej Weiding. Leży w Lesie Bawarskim, około 9 km na północny wschód od Cham, przy drodze B20 i linii kolejowej (Schwandorf–Pilzno).

## Dzielnice
W skład gminy wchodzą następujące dzielnice: Dalking, Walting, Weiding, Arnschwang, Habersdorf i Nößwartling.